# Championnat d'Irlande de football 1965-1966
Navigation
Édition précédente Édition suivante
Le Championnat d'Irlande de football en 1965-1966. Après avoir accumulé les places d’honneur dans le championnat d'Irlande, Waterford United remporte enfin le titre national. C’est le début d’une décennie de victoires où le club remportera six titres de champion.

## Les 12 clubs participants
- Bohemian Football Club
- Cork Celtic Football Club
- Cork Hibernians Football Club
- Drogheda United Football Club
- Drumcondra Football Club
- Dundalk Football Club
- Limerick Football Club
- St. Patrick's Athletic Football Club
- Shamrock Rovers Football Club
- Shelbourne Football Club
- Sligo Rovers Football Club
- Waterford United Football Club

## Classement
| Place | Club                      | Points | Victoires | Nuls | Défaites | Buts pour | Buts contre | Différence |
| ----- | ------------------------- | ------ | --------- | ---- | -------- | --------- | ----------- | ---------- |
| 1er   | Waterford United          | 36     | 16        | 4    | 2        | 53        | 26          | +27        |
| 2e    | Shamrock Rovers           | 34     | 15        | 4    | 3        | 59        | 23          | +36        |
| 3e    | Bohemians FC              | 27     | 13        | 1    | 8        | 46        | 30          | +16        |
| 4e    | Shelbourne FC             | 25     | 10        | 5    | 7        | 37        | 30          | +7         |
| 5e    | Sligo Rovers              | 23     | 8         | 7    | 7        | 26        | 26          | 0          |
| 6e    | Limerick FC               | 22     | 7         | 8    | 7        | 36        | 35          | +1         |
| 7e    | Drumcondra FC             | 22     | 8         | 6    | 8        | 32        | 35          | -3         |
| 8e    | Dundalk FC                | 21     | 9         | 3    | 10       | 32        | 35          | -3         |
| 9e    | St. Patrick's Athletic FC | 20     | 9         | 2    | 11       | 35        | 43          | -8         |
| 10e   | Cork Hibernians           | 15     | 6         | 3    | 13       | 30        | 51          | -21        |
| 11e   | Cork Celtic FC            | 14     | 4         | 6    | 12       | 32        | 51          | -19        |
| 12e   | Drogheda United           | 5      | 1         | 3    | 18       | 15        | 48          | -33        |

## Source
- (en) Alex Graham, Football in the Republic of Ireland : a Statistical Record 1921–2005, Soccer Books Ltd, novembre 2005, 142 p. (ISBN 978-1862231351).